# Камано, Франсуа
Франсуа́ Камано́ (фр. François Kamano; род. 1 мая 1996 или 2 мая 1996, Конакри) — гвинейский футболист, нападающий саудовского клуба «Абха» и сборной Гвинеи.

## Клубная карьера

### «Бастия»
Начал карьеру в клубе «Сателлит». В июле 2014 года он переехал во Францию, заключив контракт с «Бастией». До этого был на просмотре в АИКе, «Вильярреале» и «Ренне».
9 августа 2014 года провёл дебютную игру в Лиге 1, выйдя на замену в конце встречи с «Марселем», а 20 декабря отметился первым забитым мячом, открыв счёт в матче с «Каном».

### «Бордо»
Летом 2016 года Камано стал игроком «Бордо». Всего за клуб провёл 139 матчей, забил 30 мячей и сделал 14 голевых передач.

### «Локомотив» (Москва)
17 августа 2020 года подписал долгосрочный контракт с московским «Локомотивом». 14 марта 2021 года забил первый гол за «Локомотив» в ворота «Сочи», а во втором тайме забил второй гол, оформив дубль.

## Карьера в сборной
Камано дебютировал за сборную Гвинеи в 2013 году в отборочной встрече к чемпионату африканских наций 2014 со сборной Мали.
Был включён в заявку сборной Гвинеи для участия в Кубке африканских наций 2015. На турнире в Экваториальной Гвинее нападающий принял участие в двух матчах своей команды, которая смогла выйти в 1/4 финала.
Летом 2019 года на Кубке африканских наций в Египте был вызван в состав своей национальной сборной. В первом матче против Мадагаскара (2:2) забил гол на 66-й минуте.